# Хошіла
Хошіла (монг. Хүслэн, Höslen), храмове ім'я Мінцзун (кит.: 明宗; піньїнь: Mingzong; 22 грудня 1300 — 30 серпня 1329) — дев'ятий імператор династії Юань, великий каган Монгольської імперії.

## Життєпис
Народився у 1300 році у родині Хайсан-Хулуга та монгольської князівни. Мав перебрати владу після смерті імператора Аюрбарібада, але останній у 1316 році оголосив спадкоємцем трону свого сина Шідебала. Того ж року Хошіла повстав у Юньнані, проте невдало. Він змушений був тікати до володаря Чагатайського улуса Есуен-Буки. Тут він мешкав до 1328 року, коли проти імператора Раджапіки повстали монгольські князі. Почувши цю звістку, Хошіла з великою потугою рушив на столицю Даду. В цей час посів трон зведений брат Хошіли Туг-Темур, але він не міг протидіяти військам Хошіли. 27 лютого 1329 року на курултаї його оголосили імператором та великим каганом. Але 26 серпня того ж року під час бенкету Туг-Темур отруїв Хошілу, який помер 30 серпня.